# Ibrahim Fejić
Ibrahim ef. Fejić (Mostar, 1879. – Sarajevo, 15. prosinca 1962.), bošnjački je teolog, sedmi po redu reis-ul-ulema u razdoblju SFR Jugoslavije.

## Životopis
Ibrahim ef. Fejić je osnovno obrazovanje završio u Mostaru, a obrazovanje nastavio u Karađoz-begovoj medresi u istom gradu. Po završetku medrese nastavio je pohađanje višeg tečaja islamskih znanosti pred mostarskim alimom i muderisom hadži Salih ef. Alibegovićem, od kojeg je dobio i idžazet (diplomu). Po završetku školovanja posvećuje se vjersko-prosvjetnom radu u Mostaru, a posebno nakon postavljenja za muderisa Karađoz-begove medrese. Godine 1920. ponuđen mu je položaj člana Ulema medžlisa u Sarajevu, a prije Drugog svjetskog rata bio je biran za gradonačelnika Mostara. Za vrijeme Drugog svjetskog rata Ibrahim ef. Fejić je aktivno sudjelovao u Narodnooslobodilačkom pokretu, a pet članova njegove obitelji dalo su svoje živote za oslobođenje zemlje. Na temelju novog Ustava Islamske zajednice, donesenog 1947. godine, imenovan je 12. rujna 1947. sedmim po redu reis-ul-ulemom Islamske zajednice, a prvim reis-ul-ulemom u novoj Jugoslaviji. Svečana inauguracija i predaja menšure reis-ul-ulemi Ibrahim ef. Fejiću po prvi put u povijesti Rijaseta obavljena je u Gazi Husrev-begovoj umjesto Carevoj džamiji u Sarajevu. U svom desetogodišnjem djelovanju na ovom položaju naročito je radio na saniranju prilika u Islamskoj zajednici i normalizaciji odnosa s novom vlasti, te suzbijanju revanšizma. U studenom 1957. godine na osobni zahtjev zbog duboke starosti povukao se u mirovinu, a umro je 15. prosinca 1962. godine u Sarajevu.

## Vanjske poveznice
- In Memoriam: Ibrahim ef. Fejić